# Рокфелеров университет
Рокфелеровият университет (на английски: Rockefeller University) е частен университет, разположен между 63-та и 68-а улица по продължение на Йорк-авеню в Манхатън, Ню Йорк.
Университетът се специализира основно в областта на фундаменталните изследвания в сферата на биомедицината и предлага както висше професионално образование, така и следдипломна квалификация. Основан е през 1901 г. от нефтения магнат и филантроп Джон Рокфелер като Рокфелеров институт за медицински изследвания (до 1965).

## Управление
Сегашният президент на университета е Ричард Лифтън (от 1 септември 2016). По-известни президенти са били Джошуа Лидърбърг – от 1978 до 1990, и Пол Нърс – от 2003 до 2010, като и двамата вече са имали Нобелова награда за физиология или медицина (съответно 1958 и 2001). С дейността на университета са свързани общо 36 лауреати на Нобелова награда.

## Дейност
Университетът е място на много важни научни открития. Например в него е установено, че ДНК наследствеността има химична основа, доказано е, че вирусите могат да предизвикват ракови заболявания, основана е съвременната област клетъчна биология, изучавана е структурата на антителата, разработено е метадоновото лечение за хероинозависими, разработена е високоактивна лекарствена терапия против СПИН, а също е открит хормонът лептин, регулиращ енергетичния обмен.

## История
В средата на 1970-те години на Рокфелер се удава възможността да привлече няколко видни учени в областта на хуманитарните науки, преди всичко Сол Крипке, известен логик, философ на езика, и продължител на Лудвиг Витгенщайн. Негови професори стават лауреати на Нобеловата награда за физиология или медицина за 1999, 2000 и 2001 г., и Нобеловата награда за химия за 2003 г.

## Нобелови лауреати
- 2011 Ралф Стайнман (Нобелова награда за физиология или медицина)
- 2003 Родерик Маккинън (Нобелова награда за химия)
- 2001 Пол Нърс (Нобелова награда за физиология или медицина)
- 2000 Пол Грийнгард (Нобелова награда за физиология или медицина)
- 1999 Гюнтер Блобел (Нобелова награда за физиология или медицина)
- 1984 Робърт Брус Мерифилд (Нобелова награда за химия)
- 1981 Торстен Висел (Нобелова награда за физиология или медицина)
- 1975 Дейвид Балтимор (Нобелова награда за физиология или медицина)
- 1974 Албер Клод, Кристиан дьо Дюв, Джордж Паладе (Нобелова награда за физиология или медицина)
- 1972 Станфорд Мур, Уилям Стейн (Нобелова награда за химия)
- 1972 Джералд Еделман (Нобелова награда за физиология или медицина)
- 1967 Холдън Кефър Хартлайн (Нобелова награда за физиология или медицина)
- 1966 Пейтън Раус (Нобелова награда за физиология или медицина)
- 1958 Джошуа Лидърбърг (Нобелова награда за физиология или медицина)
- 1958 Едуард Тейтъм (Нобелова награда за физиология или медицина)
- 1953 Фриц Липман (Нобелова награда за физиология или медицина)
- 1946 Джон Хауърд Нортроп (Нобелова награда за химия)
- 1946 Уендъл Стенли (Нобелова награда за химия)
- 1944 Херберт Гасер (Нобелова награда за физиология или медицина)
- 1930 Карл Ландщайнер (Нобелова награда за физиология или медицина)
- 1912 Алексис Карел (Нобелова награда за физиология или медицина)